# طوطی‌کاکلی سیاه دم‌زرد
طوطی‌کاکلی سیاه دم‌زرد(نام علمی: Calyptorhynchus funereus) نام یک گونه از سرده نهان‌منقار است.